# North Georgia Mountains

Die Karte zeigt das Verhältnis der North Georgia Mountains zum Blue Ridge Mountain und zu den Appalachen

Die Georgia Mountains Region oder North Georgia Mountains sind ein Gebiet, das in der Nordostecke von Georgia, USA beginnt und sich in westlicher Richtung ausstreckt. Die Berge in dieser Region liegen in der Bergkette der Blue Ridge Mountains, die in Georgia endet. Die über eine Milliarde Jahre alten Blue Ridge Mountains sind mitten unter den ältesten Bergen in den USA und werden manchmal mit dem ältesten Berg der Welt verwechselt (in Wirklichkeit haben sie nur ein Drittel des Alters des Grünsteingürtels in Barberton in Südafrika, welcher mit 3,6 Milliarden Jahren als das älteste Gebirge der Erde allgemein anerkannt wird.) Die Berge in dieser Gegend sind Teil eines riesigen nordamerikanischen Gebirgssystems, bekannt als die Appalachen, die sich über die USA in Nord-Süd-Richtung entlang der Ostregionen des Staates erstrecken und in Alabama enden. 
 Die Region ist bekannt für ihre zerklüftete und landschaftliche Schönheit. Die Cherokee, die in diesen Bergen lebten, nannten sie Sah-ka-na'-ga – „Die Großen Blauen Berge von Gott“. Viele Teile der North Georgia Mountains umfassen mehr als 3.000 km² des Chattahoochee National Forests.

## Geografie

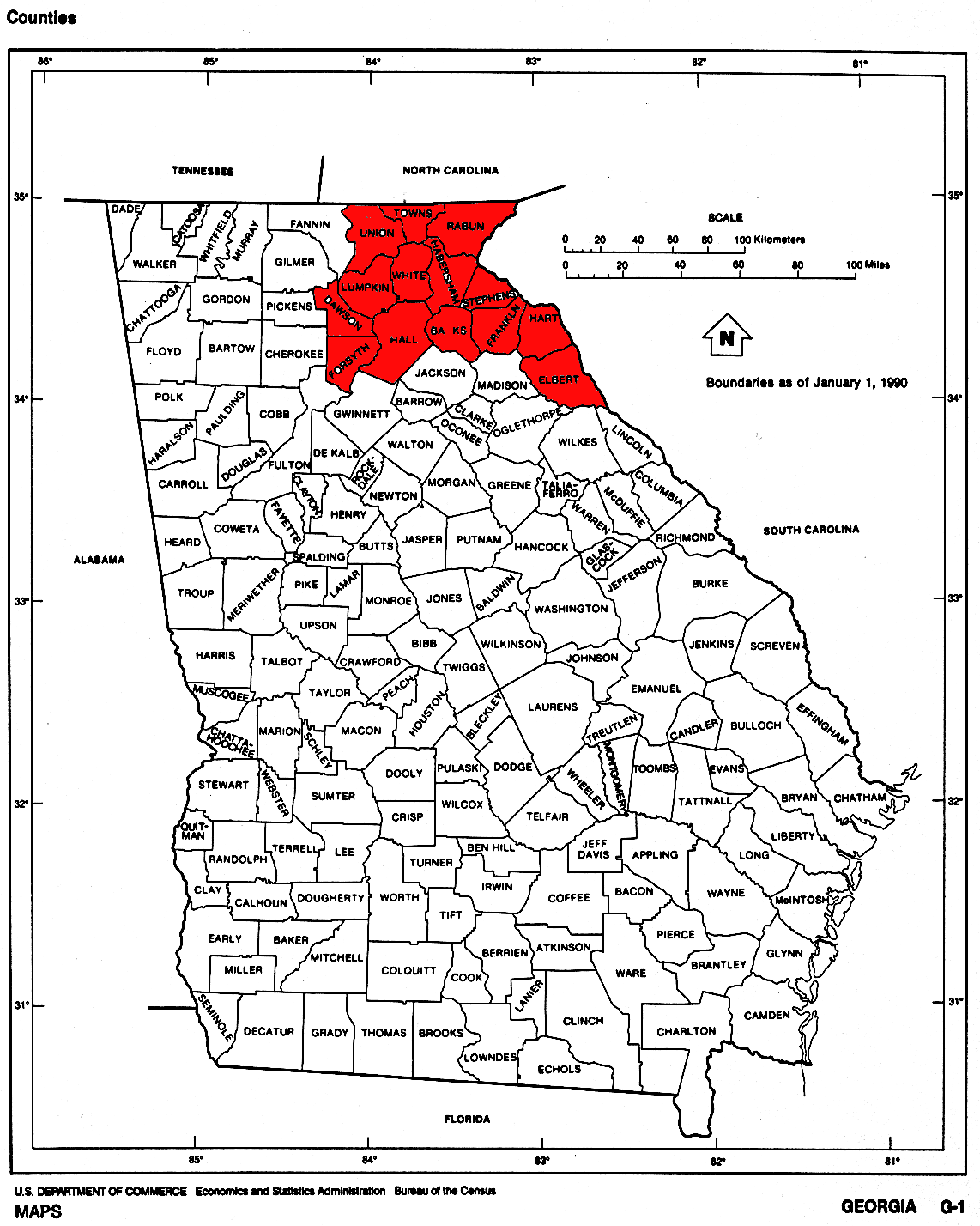
Karte von Georgia, rot markiert sind die North Georgia Mountains.

Die Georgia Mountains Region umfasst folgende Countys in Georgia:
- Banks County
- Dawson County
- Elbert County
- Fannin County
- Franklin County
- Forsyth County
- Gilmer County
- Hall County
- Hart County
- Habersham County
- Lumpkin County
- Rabun County
- Pickens County
- Stephens County
- Union County
- Towns County
- White County

Die Städte in der North Georgia Mountains Region sind Helen, Cleveland, Sautee-Nacoochee, Clarkesville, Clayton, Dahlonega, Gainesville und Toccoa im nördlichen Teil. Elberton, Hartwell und Lavonia liegen weiter südlich.

## Kultur
- Das fiktive Dougal County, das in den North Georgia Mountains liegt, ist Schauplatz des Cartoons Squidbillies des Fernsehsenders Adult Swim.